# Richard C. du Pont Memorial Trophy
Le Richard C. du Pont Memorial Trophy est un prix de compétition américain décerné chaque année par la Soaring Society of America au champion de vol à voile (soaring) de classe ouverte nationale des États-Unis (U.S. National Open Class Soaring Champion), tel que déterminé dans le Championnat national annuel  américain de vol à voile de classe ouverte (U.S. National Open Class Soaring Championship).
Décerné pour la première fois en 1930 sous le nom de "Edward S. Evans Trophy" (d'après Edward Steptoe Evans), le trophée actuel a été donné à la Soaring Society of America en 1947 par Allaire du Pont (en) à la mémoire de son époux, Richard C. du Pont, U.S. National Soaring Champion en 1934, 1935 et 1937 décédé dans le crash d'un planeur militaire expérimental , le Bowlus-Criz MC-1, le 11 septembre 1943.